# Eupithecia nonpurgata
Eupithecia nonpurgata är en fjärilsart som beskrevs av András Vojnits 1979. Eupithecia nonpurgata ingår i släktet Eupithecia och familjen mätare. Inga underarter finns listade i Catalogue of Life.